# قصر السيف
قصر السِّيف هو قصر الحكم في الكويت، بُني القصر عام 1904 في عهد الشيخ مبارك الكبير. وتم تطويره في عهد الشيخ عبد الله السالم الصباح في عام 1961، وقد أخذ بناء قصر السيف الطابع المعماري الإسلامي باستخدام الأقواس والزخارف الإسلامية، إضافة إلى لمسات من التراث الكويتي القديم، وقد استخدمت في بنائه المواد الأولية البسيطة من الطين وحجر البحر والأخشاب والمعادن. ويعتبر القصر الآن المقر الرسمي للأمير وولي العهد ومجلس الوزراء. جاءت تسمية القصر بالسيف نسبة إلى قربه للبحر أو السيف، لهذا أخذ التسمية الملاصقة للبحر وكلمة السيف معناها ساحل البحر.

## البناء والموقع

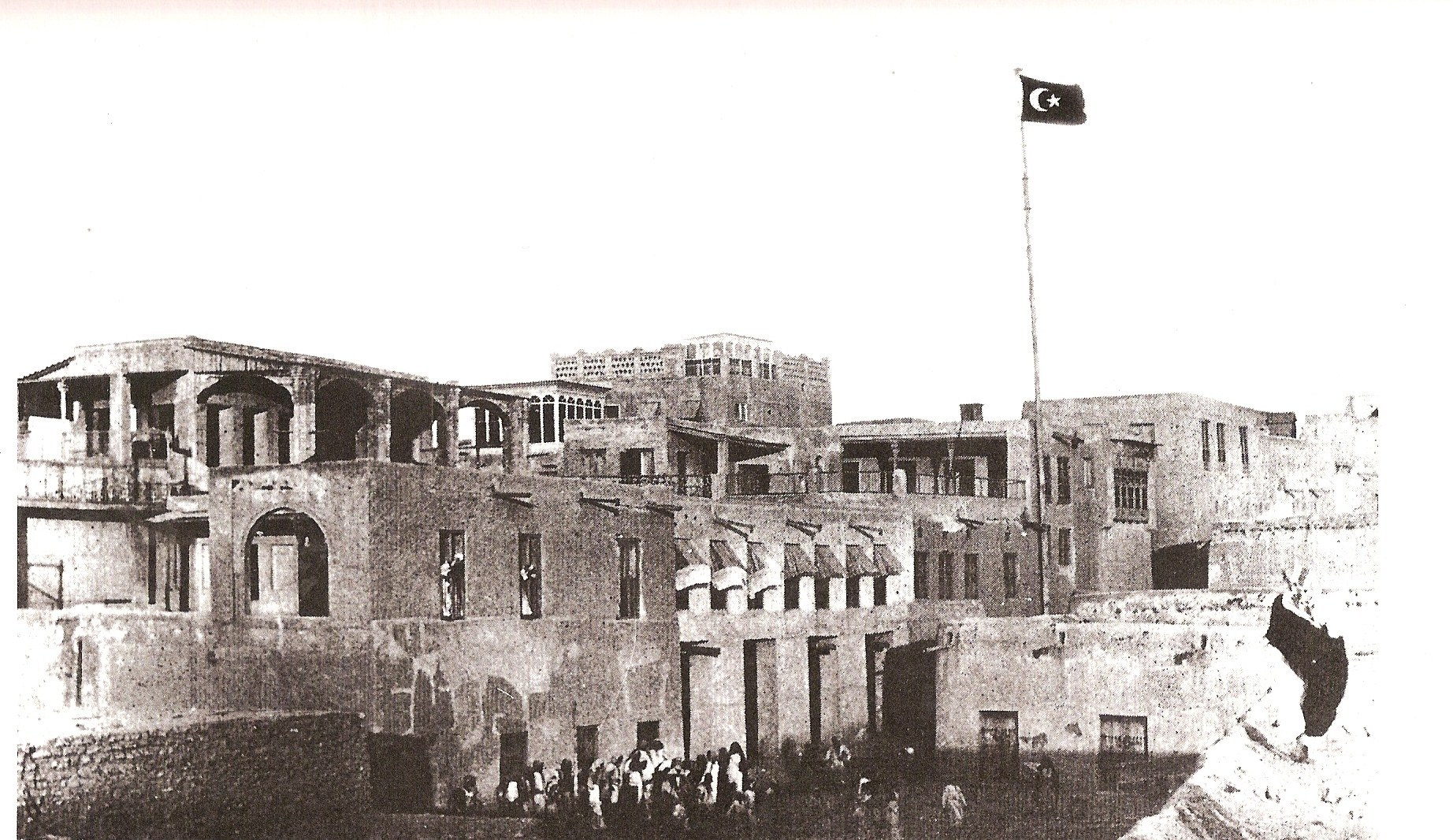
صورة قديمة للقصر تظهر الساحة الرئيسية.

كان حكام الكويت في القرن التاسع عشر يديرون أمور الحكم في مكان يكون على مقربة من منطقة السوق وبشكل أخص منطقة المناخ، وهو المكان الذي كانت تناخ فيه الإبل القادمة من نجد والشام والعراق والإحساء والصحراء وهي محملة بمختلف أنواع البضائع. استقر في هذا المكان كل من جابر بن عبد الله الصباح وعبد الله بن صباح الصباح. انتقل مكان جلوس الشيخ لاستماع لآراء الناس وهمومهم على مقربة من ساحل البحر بقرب من ميناء للسفن الخاصة، وعند استلام الشيخ مبارك للحكم قرر جعل هذا المكان مقراً رسمياً للحكم.
كان الشيخ مبارك بن صباح الصباح يستقبل ضيوفه في بداية حكمه للكويت في قصره القديم المطل على ساحل البحر. وفي عام 1904  أمر الشيخ مبارك الصباح بإنشاء قصر السيف واختار له موقعا بجانب منزله الواقع في مركز المدينة القديمة حيث يطل على الساحل مباشرة وكان هذا الموقع يضم إسطبل للخيول. وطلب الشيخ مبارك من خزعل بن مرداو أمير المحمرة بأن يختار له مهندساً لبناء القصر، ووقع الاختيار على المهندس البغدادي أسطى محمد الكظماوي. وعند معاينته لمكان بناء القصر لاحظ أن الإسطبل الذي يقع أمام منزله على ساحل البحر يحتل موقعا متميزا فهو يطل على البحر مباشرة بعيدا عن إزعاج المدينة، كما أنه كان بالقرب من الجمرك البحري الذي كان مصدرا أساسيا للرسوم التي كانت تتجمع من الصادرات والواردات والذي احتاج إلى العناية والمراقبة المستمرة من الشيخ مبارك نظراً لأهميته فقُرر بناء قصره الجديد في موقع الإسطبل. كما أحضر شيخ المحمرة عدد من البنائين للمساهمة في بناء القصر. بني القصر على زاويتين، إحداهما تطل على البحر والأخرى مستطيلة على الشارع العام هذا، وقد جلب جميع الطابوق الأصفر الآجر من إيران أما الأخشاب للأسقف والأبواب والفتحات فقد جُلِبت من الهند.

### التوسعة الأولى

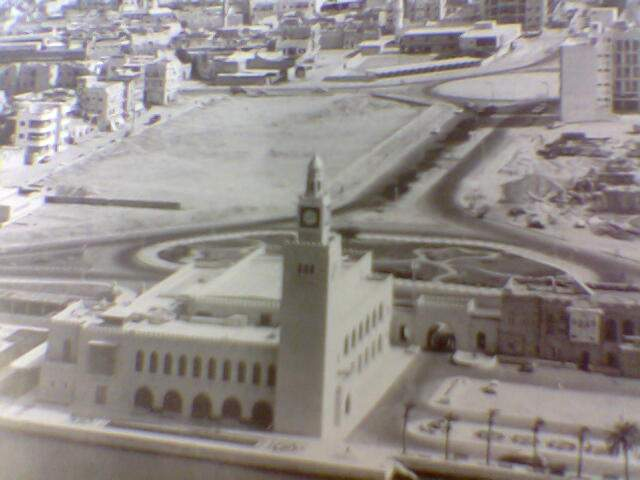
صورة جوية للقصر بعد التوسعة الثانية في الستينات من القرن العشرين ويظهر برج الساعة، ويلاحظ القصر القديم في أقصى يمين الصورة

وفي عام 1909 قرر الشيخ مبارك تشييد جناح آخر في الجهة الغربية لقصره الرئيسي، وبنفس النمط المعماري للقصر فأرسل في طلب معماري لبناء هذا الجناح وردم جزء من الساحل لهذه التوسعة، وتم الانتهاء من العمل أواخر عام 1910، فأصبح من أجمل المباني في الكويت في ذلك الوقت. وقد وصف الرحالة الدانماركي باركلي رونكير القصر عندما زار الكويت في عام 1912 بأنه مبنى من طابقين مغطّى بالطابوق الأصفر، ويحتوي على صالتين لاستقبال الضيوف، والنوافذ مغطاه بزجاج ملوّن يقلل من حده أشعة الشمس.

### التوسعة الثانية
شهد القصر التوسعة الثانية في عهد الشيخ عبد الله السالم الصباح حيث كلف المصمم المعماري البريطاني كيث بيرتون بذلك. فتم بناء قصر جديد شرق الساحة الرئيسية للقصر القديم، فتم هدم المباني التابعة للقصر في ذلك المكان، وتميّز القصر الجديد ببرج مرتفع ينتهي بقبة مطلية بالذهب وبه ساعة ذات أجراس تعلن الوقت، وانتهى البناء من هذا القصر أوائل عام 1964 وضم القصر بعد هذه التوسعة ثلاثة مباني رئيسية. إلى أن التعديلات استمرت في عهد الشيخ صباح السالم الصباح لتضم مبنى رابع ذو طابقين مغطى بالطابوق الأصفر.

### التوسعة الثالثة

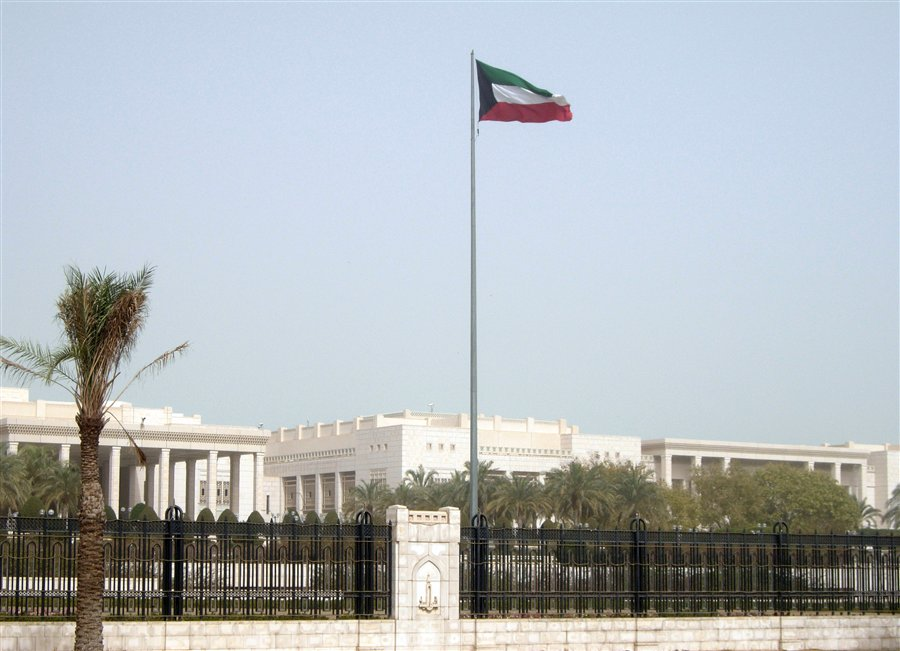
بعض مباني التوسعة الثالثة للقصر

بدء العمل بالتوسعة الثالثة للقصر عام 1987 في عهد الشيح جابر الأحمد الصباح. إلا أن عملية التوسعة تأخرت نتيجة لتدمير معظم أرجاء القصر إبان الغزو العراقي للكويت، وظلّت أعمال التجديد حتى أغسطس 1992،  واستمرت عمليات الترميم والتوسعة حتى شهد قصر السيف أول نشاطاته الرسمية عندما قام ولي عهد الكويت ورئيس مجلس الوزراء الشيخ سعد العبد الله السالم الصباح بافتتاح مقر ديوانه في القصر وذلك في 22 يوليو 2000. وضمت عمليات التوسعة تجديد وترميم مباني القصر الأربع القديمة مع المحافظة على الطابع التاريخي والتصميم القديم وإضافة ستة مباني جديدة، كانت أعمال الصيانة والبناء تحت أدارة شركة تيرنر للبناء وإشراف المصمم الفلندي ريما بيتيلا، وبلغت مساحة القصر بعد هذه التوسعة ما يقارب 210,000 متر مربع، حيث بلغت مساحة الأرض المدفونة من ساحل البحر 166,000 متر مربع، وبلغت مساحة البناء من المساحة الكلية ما يقارب 16,000 متر مربع. وأصبحت المباني الجديدة المقر الرسمي لمكاتب ديوان أمير الكويت وديوان ولي العهد ومجلس الوزراء، كما يضم قاعة احتفالات عامة.

## التصميم
التصميم الداخلي
تميّز سقف القصر عند الانتهاء من البناء عام 1908 بقطع خشبية منحوتة، كما طلب الشيخ مبارك بوضع صور ملوك وملكات مشهورات -وكان ذلك غريباً على بيئة الكويت المحافظة، وتمت إضاءة القصر بفوانيس زيتية. وفي 14 أكتوبر 1912 تم التعاقد مع مهندس هندي الأصل اسمه بيانكار لإنارة قصر السيف بواسطة مولد كهربائي يعمل بالزيت، وقد أُضيء القصر بواسطة المصابيح الكهربائية لأول مرة في 28 إبريل 1913. حافظ تصميم القصر الداخلي خلال التوسعات المتعاقبة على التصميم الإسلامي حيث اعتمدت التوسعة الأخيرة على تزيين القصر بفن الزخرفة الإسلامية، وبدا ذلك واضحاً في الجدران المزينة بالسيراميك الأزرق والمعلقات ذات الطابع الأندلسي في إنارة القصر.
التصميم الخارجي
مزج بناء قصر السيف بين الطابع المعماري الإسلامي لاستخدام الأقواس والزخارف الإسلامية والبناء الكويتي القديم، وقد استخدمت في بنائه المواد الأولية البسيطة من الطين وحجر البحر والأخشاب والمعادن. وتميز الشكل الخارجي للقصر الأول بالأقواس الخشبية والنوافذ ذات الزجاج الملون. ولقد طُليت جدران القصر القديم بالجص وفرشت أرضية الغرف بالآجر المربع. وأخذت التوسعة الثانية طرازاً مقارباً للبناء الأول حيث حافظ المبنى الجديد على الطابع المعماري الإسلامي نظراً لاستخدام الأقواس والزخارف الإسلامية والشبابيك والمشربيات. كما تميز برج الساعة الذي أُضيف في التوسعة الثانية بقبة ذهبية وجدران مغطاة بالبورسلان الأزرق. تميزت التوسعة الثالثة بالطراز المعماري الأندلسي.

## الأحداث التاريخية

### في عهد الشيخ مبارك الصباح

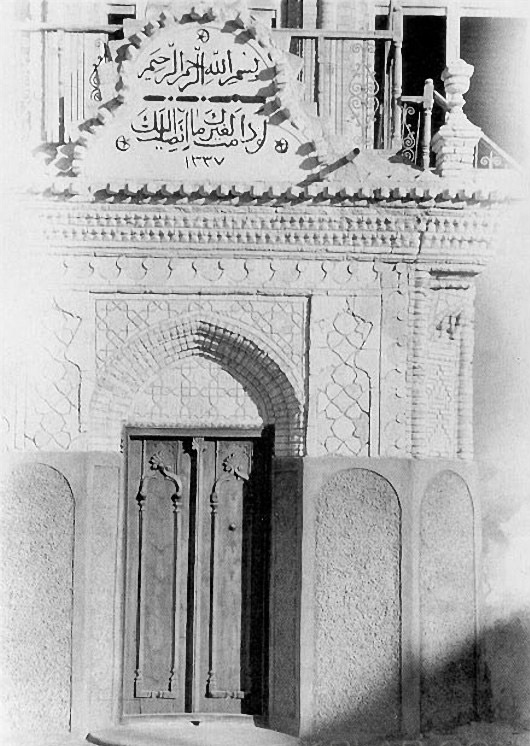
صورة قديمة لمدخل قصر السيف، وتظهر الجملة المشهورة: لو دامت لغيرك ما اتصلت إليك

وبعد أن تم بناء هذا القصر أقام فيه الشيخ مبارك حفل زفاف نجله الشيخ حمد في 5 مايو 1908 ثم حفيده الشيخ عبد الله السالم الصباح وذلك في 18 مايو 1908 حيث تجمع أهل الكويت حول القصر للمشاركة في هذا الاحتفال. كما استقبل فيه عدد من الضيوف والشخصيات السياسية، منهم الرحالة الدانماركي رونكاير عام 1912. ونائب حاكم الملك البريطاني في الهند – اللورد هردنك عام 1915. وأُقيمت احتفالية في القصر عام 1912 بمناسبة تقديم الوسام المجيدي من الدرجة الأولى من قبل الدولة العثمانية للشيخ مبارك.
ومن الأمور المرتبطة بقصر السيف ما يطلق عليه الكويتيون البنديرة، وهي عمود طويل له رأس مستدير، ويرتكز العمود على عدد من الحبال من حوله، ويرفع عليه علم الكويت كل يوم صباحاً وينزل مساءً وفق مراسم معينة يقوم بها عدد من الشرطة.

### في عهد الشيخ سالم المبارك الصباح
تولّى الشيخ سالم المبارك مقاليد الحكم في الكويت في 7 فبراير 1917 وأمر ببناء درج ثاني يربط الطابق الأول (المبنى الشرقي) بالطابق الأرضي ونقشت على مدخله عبارة تقول:
و يعتقد أن أول من قال هذه العبارة هو أحمد بن الخليفة هارون الرشيد والذي توفي عام 184 هـ.
وأقيم احتفال في القصر في 25 مارس 1919 وذلك لتقديم حكومة بريطانيا وسام نجمة الهند إلى الشيخ سالم نتيجة لمساعدته للمعتمد البريطاني هملتن عندما تعرض لضائقة مالية قام على أثرها الشيخ سالم بإقراضه 9 آلاف ريال.

### في عهد الشيخ أحمد الجابر الصباح
تم الاستغناء عن مولد الكهرباء بعد أن دخلت الكهرباء الكويت عام 1923، واستبدلت الجسور الخشبية التي تربط أجنحة القصر بجسر من الإسمنت أضيف ملحق للجناح الغربي القريب من البحر. وأُقيمت احتفالية في القصر بمناسبة تقليد الشيخ أحمد وسام الهند بدرجة قائد وذلك في 1 فبراير 1940.
كما أُقيمت احتفالية أخرى في عام 1944 وذلك لحصول الشيخ أحمد على وسام الهند برتبة فارس.

### في عهد الشيخ عبد الله السالم
بعد الانفتاح الكبير الذي شهدته الكويت على العالم، لعب النفط المورد الأساسي في دعم الاقتصاد الكويتي، لذا قرر الشيخ عبد الله السالم بناء قصر جديد له بالقرب من قصر السيف القديم إلى الشرق من الساحة الرئيسية للقصر وتم الانتهاء من هذه التوسعة في أوائل عام 1964م. وأهم الأحداث التاريخية التي شهدها قصر السيف في هذه الفترة إلغاء اتفاقية الحماية البريطانية، وإعلان استقلال الكويت في 19 يونيو 1961، والتصديق على دستور دولة الكويت في 11 نوفمبر 1962. وفي عام 1962 تم تسمية مقر الحكم في قصر السيف بالديوان الأميري. كما شهد قصر السيف رفع أول علم من العلم الكويتي الجديد في 24 نوفمبر 1961 حيث قام الشيخ سعد العبد الله الصباح بإنزال العلم القديم من البنيدرة ورفع العلم الجديد.

### في عهد الشيخ صباح السالم

صورة للدمار الذي أصاب قصر السيف أثناء الغزو العراقي للكويت

استمرت التعديلات على قصر السيف في عهد الشيخ صباح السالم الصباح، فقد أُضيف مبنى من طابقين مغطّى بالطابوق الأصفر ومزيّن بالسيراميك الأزرق، وله واجهة مزينة بالأقواس نصف الدائرية، وشُيّدت بالقرب منه حديقة جميلة وسارية علم الكويت.

### في عهد الشيخ جابر الأحمد
تعرّض القصر في 23 يوليو 1983 لحريق بسبب تماس كهربائي في أحد مباني قصر السيف القديم، حيث أتت النار على سقف هذا المبنى وعلى النوافذ والأبواب وأحالتها إلى رماد، ومن ثم جاء الغزو العراقي ليدمّر ما تبقّى من مباني قصر السيف وبخاصة مبنى برج الساعة. نتيجة لحجم الدمار الذي لحق بالقصر تم نقل مكاتب الديوان الأميري وديوان ولي العهد إلى قصر بيان حتى تم الانتهاء من أعمال الصيانة. كما في عهده تقرر إضافة عدة مباني إلى قصر السيف منها جناح صاحب السمو، وجناح خاص من طابقين انتقلت إليه العديد من الإدارات العاملة ضمن الديوان الأميري منها إدارة مركز الوثائق التاريخية، بالإضافة إلى إنشاء مبنى للطاقة الكهربائية ومبنى آخر كمستودع للمياه العذبة.

## صور

الشيخ سعد العبد الله الصباح يرفع العلم الكويتي الجديد في 24 نوفمبر 1961 على البنديرة
صورة خلفية لخمسة دنانير كويتية من الإصدار الثالث يظهر فيها قصر السيف
طابع بريدي من فئة عشرة فلوس كويتية من مجموعة قصر السيف لعام 1981
الشيخ مبارك الصباح في أحد ممرات قصر السيف
الشيخ عبد الله السالم الصباح يتسلم نسخة من الدستور الكويتي بقصر السيف
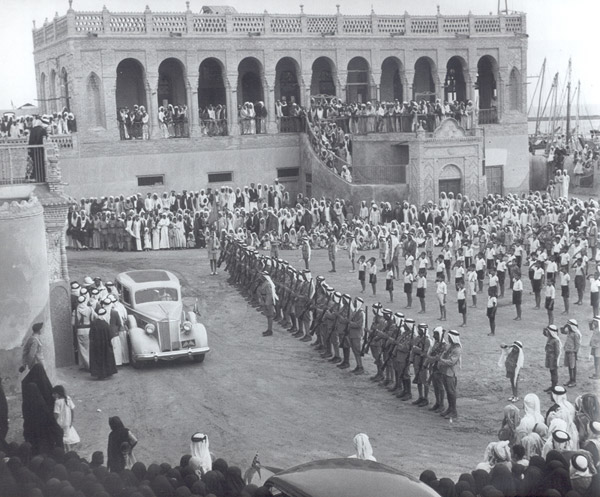
قصر السيف عام 1944 باحتفالية منح الحكومة البريطانية الشيخ أحمد الجابر الصباح وسام نجمة الهند لرتبة الفارس.

## وصلات خارجية
- موقع البرهان. صور عن حجم الدمار الذي تعرض له القصر إبان الغزو العراقي للكويت.